# 羅茲索胡瓦塔河 (索羅卡河支流)
羅茲索胡瓦塔河（烏克蘭語：Розсохувата），是烏克蘭的河流，位於該國西部，屬於索羅卡河的右支流，流經切爾卡瑟州和文尼察州，河道全長15公里，流域面積90平方公里。